# ローマのオベリスク

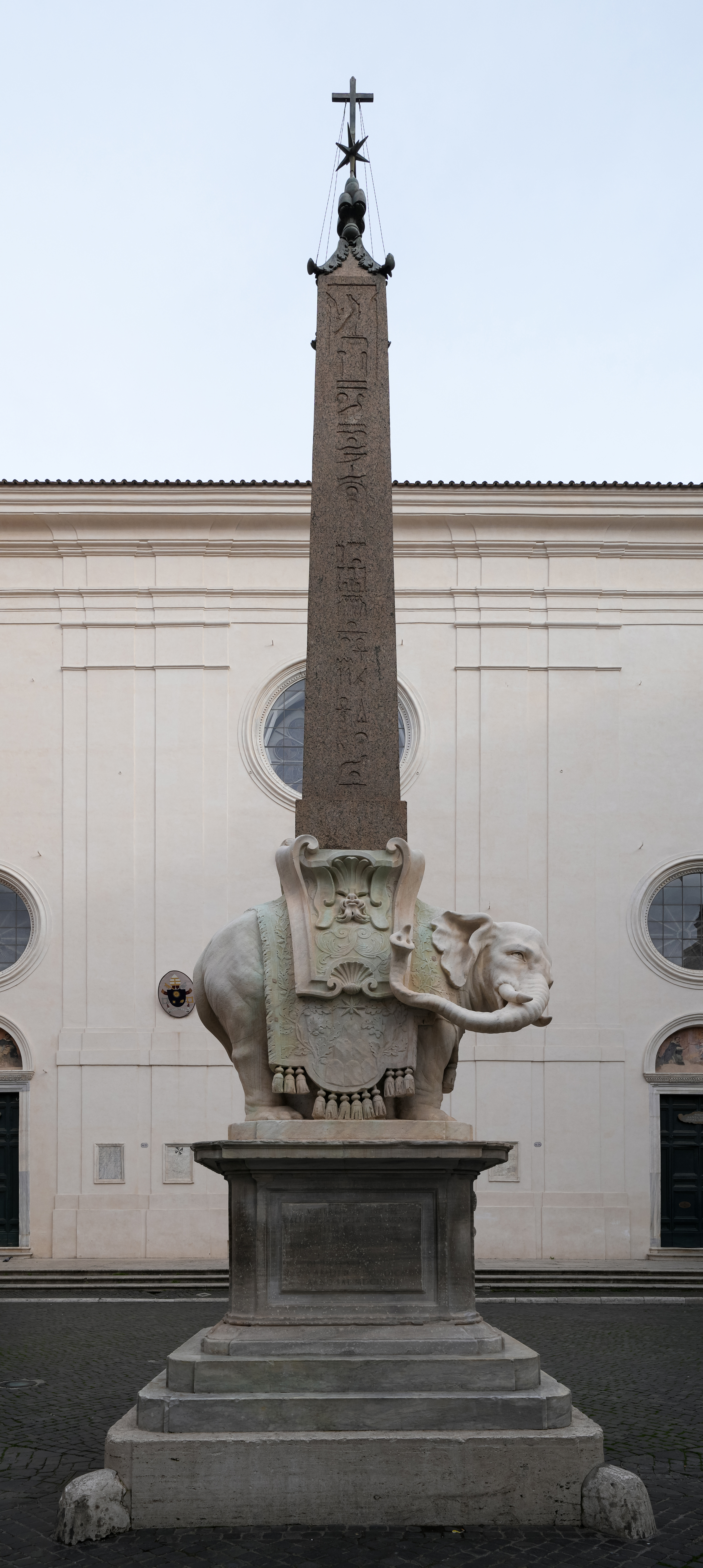
象が台座のObelisco della Minerva
ジャン・ロレンツォ・ベルニーニ作

ローマのオベリスク（Obelischi di Roma）は、ローマにあるオベリスク。現在、世界に現存しているオベリスクは30本あり、その内の13本がローマにある。尚、残り17本の内の7本はエジプトにある。

## 13本の一覧
- Obelisco Agonale - ナヴォーナ広場
- Obelisco di Dogali - ディオクレティアヌス浴場
- Obelisco Esquilino - サンタ・マリア・マッジョーレ大聖堂
- Obelisco Flaminio - ポポロ広場
- Obelisco Lateranense - サン・ジョバンニ・イン・ラテラノ大聖堂（ラテラノ大聖堂前の広場）
- Obelisco della Minerva - サンタ・マリア・ソプラ・ミネルヴァ教会
- Obelisco di Montecitorio - Piazza Montecitorio
- Obelisco del Pantheon - パンテオン
- Obelisco del Pincio - ピンチョの丘
- Obelisco del Quirinale - クイリナーレのpiazza del Quirinale
- Obelisco Sallustiano - スペイン広場
- Obelisco Vaticano - サン・ピエトロ広場
- Obelisco di Villa Celimontana（Obelisco Matteiano） - Villa Celimontana（チェリモンターナ公園）

## その他
- Obelisco di Marconi - マルコーニのオベリスク（1959）